# Celiachia
La celiachia è una malattia permanente, con reazione auto-immune al glutine. Essa risulta quindi un'infiammazione cronica dell'intestino tenue, scatenata dall'ingestione di glutine in soggetti geneticamente predisposti; può manifestarsi in individui di tutte le età a partire dallo svezzamento. Tra i sintomi vi sono diarrea cronica, dolore addominale, gonfiore addominale, ritardo della crescita nei bambini e astenia. In certi casi (forme atipiche) questi sintomi possono essere assenti e possono esservi sintomi extraintestinali, tra cui sintomi neurologici e correlati al malassorbimento; in questi casi la diagnosi è spesso fatta in età adulta.
In Italia, la stima della prevalenza di questa malattia si aggira intorno all’1%: è stato calcolato che nella popolazione italiana il numero totale di celiaci ammonti a circa 600.000 casi, contro gli oltre 265.000 già diagnosticati.
Sempre in Italia, uno screening dell'Istituto Superiore di Sanità ha mostrato che il 2,8% dei bambini è risultato positivo alla celiachia, che è una delle due malattie croniche più diffuse nell’età pediatrica insieme al diabete di tipo 1. Questo risultato, come suggeriscono i responsabili dell'ISS di questo progetto di screening, mostra che è possibile che ci sia un aumento rispetto alle stime fatte finora.
Si ritiene che la malattia possa interessare da 1 su 1 750 a 1 su 105 persone negli Stati Uniti. La celiachia è causata da una reazione alla gliadina, una prolammina (proteina del glutine) presente nel grano e da proteine simili che si trovano nelle tribù di Hordeeae, che comprendono altri cereali comuni, come orzo e segale.
L'esposizione alla gliadina causa una reazione infiammatoria. Ciò porta a una progressiva riduzione dei villi che rivestono l'intestino tenue (atrofia dei villi) fino alla loro completa scomparsa. Ciò interferisce con l'assorbimento delle sostanze nutritive, in quanto i villi intestinali ne sono responsabili. L'unico trattamento efficace conosciuto è una permanente dieta priva di glutine.
Il termine "celiaco" è stato introdotto nel XIX secolo da quella che viene generalmente considerata come una delle prime descrizioni in greco antico della malattia da parte di Areteo di Cappadocia.. Disturbi simili come sintomatologia sono i cosiddetti disturbi glutine-correlati, come l'allergia al frumento e la sensibilità al glutine. La prima è una reazione allergica tipica, la seconda è simile alla malattia celiaca, ma senza danni ai villi intestinali e spesso senza presenza di marcatori specifici per la celiachia nel sangue.

## Storia

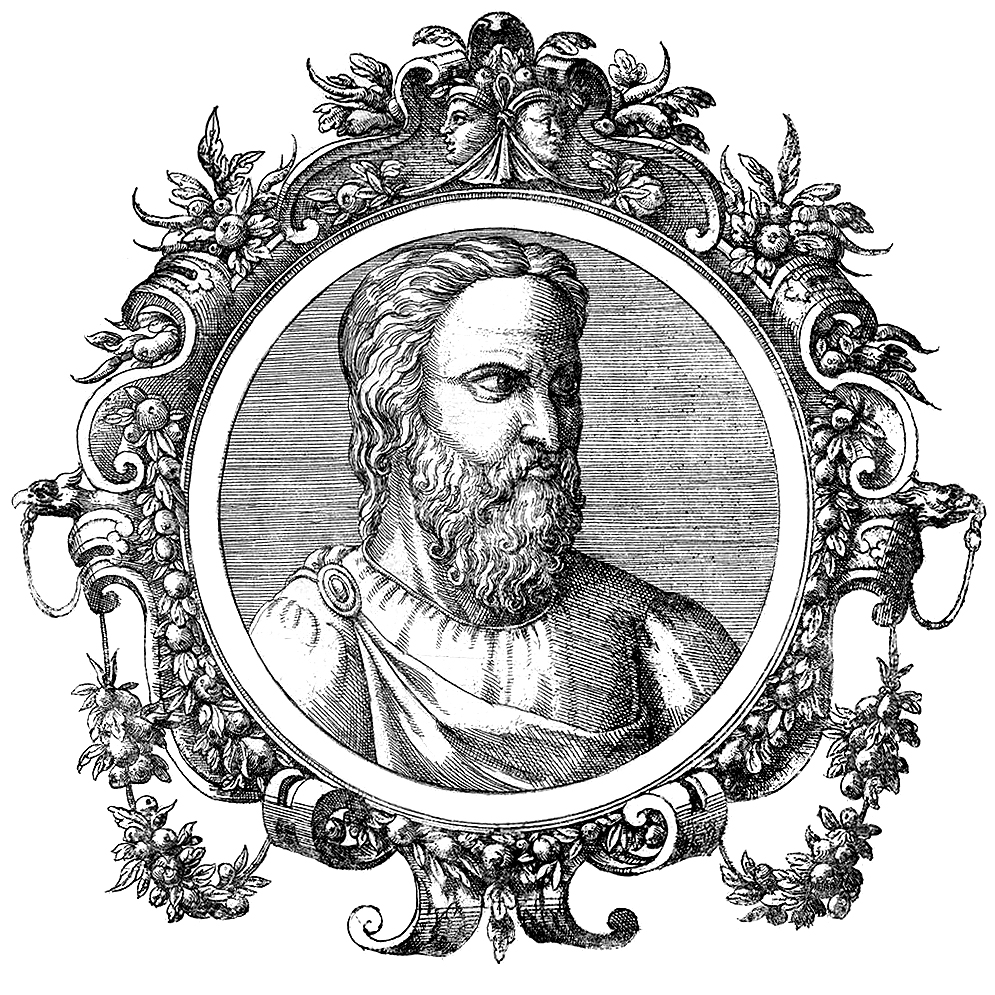
Areteo di Cappadocia, a cui si deve la prima descrizione della malattia

L'uomo ha cominciato a coltivare i cereali nel periodo Neolitico (iniziatosi intorno al 9500 a.C.), nella Mezzaluna Fertile in Asia occidentale (Mesopotamia), ed è quindi probabile che la celiachia non si sia mai verificata prima di allora. Areteo di Cappadocia, che visse nella medesima zona nel II secolo, documentò una sindrome da malassorbimento con diarrea cronica. La sua definizione "affezione celiaca" (dal greco κοιλιακός koiliakòs, "addominale") guadagnò l'attenzione della medicina occidentale quando Francis Adams ne presentò una traduzione nel 1856.
Il paziente descritto nel lavoro di Areteo presentava mal di stomaco ed era pallido, debole e inabile al lavoro. La diarrea si manifestava come perdita di feci bianche, maleodoranti e flatulenza, la malattia era intrattabile e suscettibile di ritorno periodico. Areteo riteneva che il problema fosse una mancanza di calore nello stomaco, necessario per digerire il cibo e una ridotta capacità di distribuire i prodotti della digestione in tutto il corpo, ovvero una digestione incompleta con conseguente diarrea. Egli considerava questo come un male comune alle donne anziane. La condizione, secondo Areteo, era da ritenersi una conseguenza di un'altra malattia cronica o dell'abbondante consumo di acqua fredda.
Il pediatra Samuel Gee ha fornito la prima moderna descrizione della condizione nei bambini, in occasione di una conferenza al Great Ormond Street Hospital, di Londra, nel 1887. Gee studiò le precedenti descrizioni della malattia e adottò lo stesso termine di Areteo (celiachia). Egli dichiarò acutamente: "Se il paziente può essere curato, deve essere fatto per mezzo della dieta". Gee riconobbe che l'intolleranza al latte fosse un problema per i bambini celiaci e che gli alimenti altamente inamidati avrebbero dovuto essere evitati. Tuttavia, egli vietò frutta, riso, sago e verdure, che avrebbero potuto essere mangiati senza problemi, mentre consigliava carne cruda e fette sottili di pane tostato. Gee evidenziò il trattamento di successo con un bambino "che è stato nutrito con le migliori cozze olandesi tutti i giorni". Tuttavia il bambino non poteva sopportare questa dieta per più di una stagione.
Christian Archibald Herter, un medico statunitense, scrisse nel 1908 un libro sui bambini con la malattia celiaca, che definì "infantilismo intestinale". Notò che la loro crescita era ritardata e che il grasso era meglio tollerato rispetto ai carboidrati. La malattia di Gee-Herter era un eponimo talvolta utilizzato per ricordare entrambi gli studiosi. Sidney V. Haas, un pediatra americano, descrisse nel 1924 gli effetti positivi di una dieta a base di banane. Questa dieta rimase in voga fino a quando la vera causa della malattia celiaca non fu determinata.
Mentre il ruolo dei carboidrati nella malattia era da tempo sospettato, il collegamento con il grano non è stato fatto fino al 1940, quando fu proposto dal pediatra olandese Willem Karel Dicke. È probabile che il miglioramento clinico dei suoi pazienti, riscontrato durante la carestia olandese del 1944 (in cui la farina scarseggiò), possa aver contribuito alla scoperta. Dicke notò che la carenza di pane portava un calo significativo del tasso di mortalità tra i bambini affetti da malattia celiaca, da un dato superiore al 35% a praticamente zero. Ha anche riferito che una volta che il grano era stato nuovamente disponibile dopo il conflitto, il tasso di mortalità tornò ai livelli precedenti. Il collegamento con la componente di glutine del frumento è stato fatto nel 1952 da un gruppo di ricerca di Birmingham, in Inghilterra. L'atrofia dei villi fu descritta dal medico inglese John Paulley, nel 1954, grazie all'osservazione di campioni prelevati durante un intervento chirurgico. Questo spianò la strada a campioni bioptici prelevati mediante endoscopia.
Ancora nell'edizione del 1959 nel dizionario medico Larousse le cause della celiachia vengono identificate erroneamente in insufficienza corticosurrenale e avitaminosi P: i sintomi descritti sono quelli tipici della denutrizione da malassorbimento. Viene definita "sprue non tropicale" e come terapia viene indicato un regime dietetico povero di lipidi e fondato su patate, farina di carrube, banane, siero di latte, vitamina PP, opoterapia a base di estratti corticosurrenali e pancreatici.
Nel corso degli anni sessanta, altre caratteristiche della malattia furono chiarite. Il suo carattere ereditario fu riconosciuto nel 1965. Nel 1966 la dermatite erpetiforme venne correlata alla sensibilità al glutine.
Il 16 maggio si celebra la Giornata Mondiale della Celiachia.

## Epidemiologia
Si ritiene che la malattia affligga, negli Stati Uniti d'America, da un individuo su 1 750 (definita come casi clinici, tra cui la dermatite erpetiforme) a 1 su 105 (definita dalla presenza di IgA TG nei donatori di sangue). La prevalenza della malattia clinicamente diagnosticata (quando la comparsa dei sintomi ha spinto a eseguire test diagnostici) è tra lo 0,05% e lo 0,27%.
Tuttavia, studi compiuti sulla popolazione in Europa, India, Sud America, Australia e negli Stati Uniti indicano che la prevalenza nei bambini può essere compresa tra lo 0,33% e l'1,06% (con una punta del 5,66% evidenziata in uno studio su bambini Sahraui) e tra lo 0,18% e l'1,2% negli adulti. Nelle popolazioni che ricevono cure primarie quando accusano i sintomi gastrointestinali, la prevalenza della malattia celiaca sale a circa il 3%. Secondo dati pubblicati dall'Associazione Italiana Celiachia, in Italia si stima la presenza di circa 380 000 persone celiache (incidenza di 1/150 sulla popolazione italiana di 57 000 000 individui), l'85% dei quali (323 000 individui) asintomatici non diagnosticati, mentre solo il 15% dei malati (57 000 pazienti) soffrirebbe quindi di una forma di celiachia sintomatica. Secondo la Relazione annuale al Parlamento sulla celiachia del 2011, a cura del Ministero della Salute, in Italia 135 800 persone si sono sottoposte ai test e sono risultate positive, ma in realtà sono solo un quarto dei celiaci stimati, che ammonterebbero dunque a circa 540 000, quasi 1 su 100 considerando l'intera popolazione italiana.
Agli individui di origine africana, giapponese e cinese raramente viene diagnosticata la malattia, questo riflette una prevalenza molto più bassa dei fattori di rischio genetici, come l'HLA-B8. Gli studi sulla popolazione indicano inoltre che una gran parte degli individui celiaci non ricevono una diagnosi, ciò in parte è dovuto ai molti medici che non hanno particolare familiarità con la condizione.
La celiachia è una condizione più frequente nelle donne che negli uomini.
Un vasto studio multicentrico statunitense ha trovato una prevalenza dello 0,75% nei gruppi non a rischio, dato che è aumentato a 1,8% nei pazienti sintomatici, a 2,6% nei parenti di secondo grado di un paziente con malattia celiaca e al 4,5% nei parenti di primo grado. Questo profilo è simile alla prevalenza registrata in Europa. Altri gruppi che presentano un aumentato rischio di sviluppare malattia celiaca, con tassi di prevalenza che variano dal 5% al 10%, sono gli individui con sindrome di Down e di Turner, diabete mellito di tipo 1 e con malattie autoimmuni della tiroide, comprese sia l'ipertiroidismo (iperattività della tiroide) sia l'ipotiroidismo.
Storicamente la celiachia è stata considerata una delle malattie rare, con una prevalenza stimata di circa lo 0,02%. Gli aumenti del numero di casi segnalati possono essere dovuti ai cambiamenti nella pratica diagnostica. Uno studio del 2013, fondato su dati del XX e XXI secolo, ha escluso che nel grano statunitense vi sia stato un aumento del contenuto proteico (correlato in modo proporzionale al contenuto di glutine) per effetto della selezione artificiale delle cultivar: questo rende improbabile che l'incremento dei casi di celiachia registrato nella seconda metà del Novecento possa essere correlato a un aumentato contenuto in glutine delle varietà selezionate in cerealicoltura.

## Eziologia
Tra le cause della celiachia rientrano sia fattori ambientali sia fattori genetici. I fattori ambientali sono rappresentati dal glutine, ovvero la componente proteica delle farine di frumento, orzo, segale. Il glutine di frumento è a sua volta costituito da gliadine, che sono proteine solubili in alcool, e glutenine, proteine alcool-insolubili. L'importanza dei fattori genetici nella patogenesi della celiachia è testimoniata da studi condotti su familiari di pazienti celiaci che hanno rilevato una prevalenza dell'intolleranza pari al 10% tra i familiari di primo grado e del 30% se si considerano fratelli e sorelle HLA identici. Il risvolto pratico di tale risultato è che per ogni nuovo paziente celiaco diagnosticato, sarà opportuno consigliare l'esecuzione di test di screening sui familiari di primo grado che, indipendentemente da sesso, età e quadro clinico, hanno un rischio del 10% di essere a loro volta affetti da celiachia.
Ulteriore prova dell'importanza dei fattori genetici è l'associazione tra celiachia e i geni che codificano per le molecole HLA di classe II. Infatti, oltre il 90% dei pazienti celiaci presenta la molecola HLA DQ2. I pazienti che non presentano la molecola DQ2 esprimono, nella maggior parte dei casi, la molecola DQ8. Va però tenuto presente che l'analisi dell'HLA non può essere utilizzata per confermare una diagnosi di celiachia in quanto i geni che codificano per queste molecole sono presenti nel 29,85% della popolazione generale. In compenso, però, la negatività per tali aplotipi può escludere, o comunque rendere molto improbabile, una diagnosi di intolleranza al glutine. I pazienti celiaci DQ2 e DQ8 negativi sono infatti molto rari. Infine, la maggior concordanza di malattia dei gemelli omozigoti rispetto ai fratelli HLA identici dimostra che anche geni non HLA debbano essere implicati nell'eziologia di questa intolleranza. Questi geni sono attualmente ricercati ma non sono ancora stati trovati.
L'età d'esordio della celiachia è variabile, dallo svezzamento alla pubertà fino all'età adulta ed è molto soggettiva. Gli esperti ritengono che la malattia possa manifestarsi quando concorrono almeno tre fattori:
1) una predisposizione genetica;
2) un'alimentazione ricca di glutine (in genere la dieta mediterranea è ricca soprattutto di frumento e dei suoi derivati anche sotto forma di addensanti, additivi e conservanti);
3) la comparsa di fattori scatenanti (per es: stress psicologici e fisici, infezioni virali, gravidanza, interventi chirurgici).

## Patogenesi

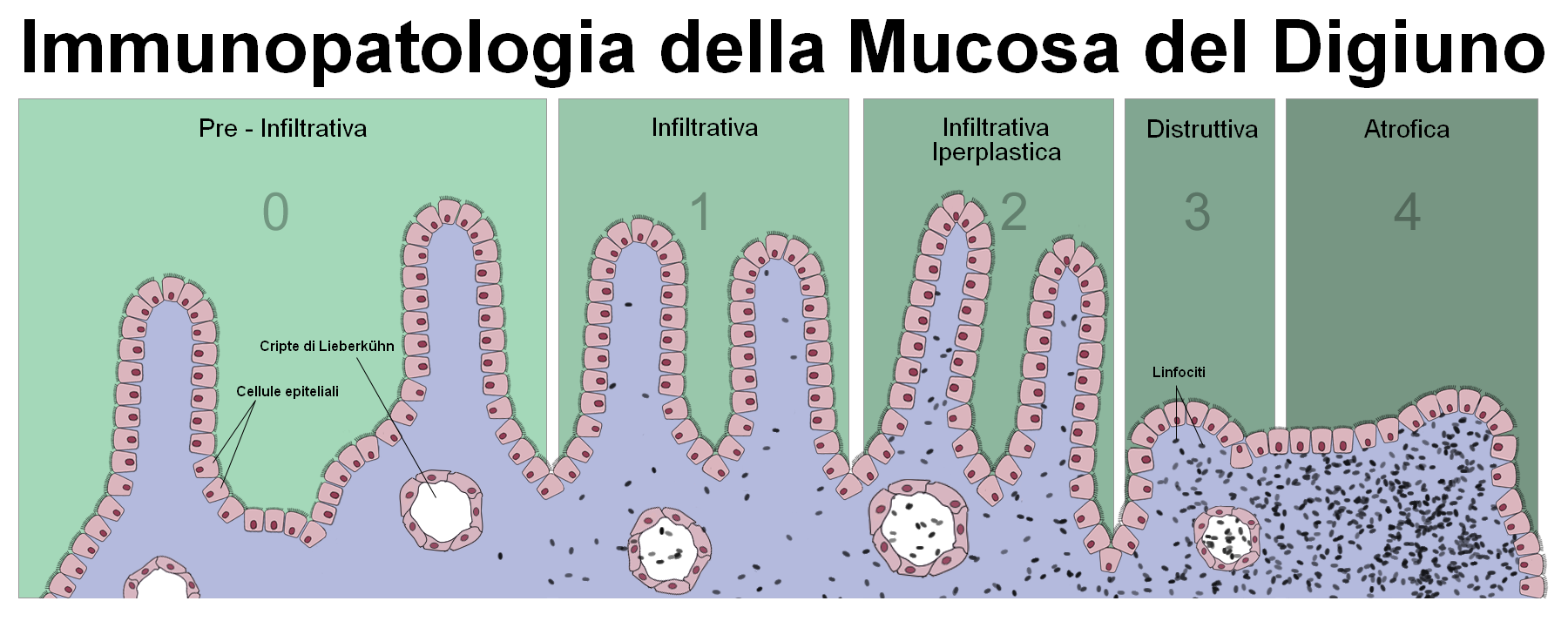
Modello schematico che mostra l'immunopatogenesi dell'atrofia dei villi in un contesto infiammatorio infiltrativo sostenuto da linfociti

La patogenesi della celiachia è incentrata sul ruolo dei linfociti T. È stato proposto che la gliadina, una volta attivata (deamidata) dalla transglutaminasi tissutale (TG2), si leghi alle molecole HLA DQ2 o DQ8 delle cellule presentanti l'antigene e attivi i linfociti T CD4+ presenti nella lamina propria della mucosa intestinale. Dopo essere stati attivati dalla gliadina, questi linfociti T migrano dalla lamina propria in sede subepiteliale e cominciano a produrre diverse citochine, come interferone gamma, interleuchina 2, interleuchina 4 e TNF (fattore di necrosi tumorale) alfa. Queste citochine causano apoptosi (morte e conseguente distacco cellulare) e iperproliferazione linfocitaria che portano all'appiattimento della mucosa intestinale
Oltre all'azione dei linfociti T nei pazienti celiaci non trattati si ritrova anche un'azione dei linfociti B che porta alla produzione di anticorpi antigliadina, antiendomisio e antitransglutaminasi tissutale. Sebbene questi anticorpi siano molto utili per la diagnosi, non è ancora chiaro se siano anch'essi responsabili del danno sulla mucosa o se non ne siano anche loro una conseguenza. Tutti questi anticorpi sono glutine-sensibili, scompaiono cioè dal siero dei pazienti quando sono in dieta priva di glutine.

## Segni e sintomi

### Tipologie

#### Celiachia tipica o sintomatica
I casi di celiachia tipica si manifestano con caratteristici sintomi e segni clinici quali diarrea cronica, feci biancastre, sciolte e grasse (steatorrea) e perdita di peso o mancato aumento di peso (nei bambini piccoli). Solitamente si presenta dopo lo svezzamento e nei bambini, in cui è possibile notare un ritardo della crescita in altezza.

#### Celiachia atipica
La sintomatologia può essere più sfumata e interessare altri organi, piuttosto che l'intestino, che tuttavia può avere sintomi anch'esso. Molti adulti affetti dalla malattia accusano solo un po' di stanchezza o anemia. Quando si presenta con una sintomatologia extragastrointestinale, come anemia, osteoporosi o disturbi neurologici, si tratta di associazioni non chiare, di comorbilità o di sintomi da malassorbimento e carenza nutritiva, o nella maggioranza dei casi immunomediate. Si tratta della celiachia più diffusa tra i pazienti con esordio in preadolescenza, adolescenza o da adulti. Secondo uno studio condotto nel Regno Unito, è emerso che per ogni sette pazienti che si rivolgono al gastroenterologo e ai quali è diagnosticata la celiachia, due si rivolgono al neurologo con manifestazioni neurologiche, e solo in seguito vengono indirizzati al gastroenterologo.

#### Celiachia silente
È anche possibile essere affetti da celiachia ma non soffrire di alcun sintomo importante (celiachia silente); sono presenti gli anticorpi specifici e l'atrofia dei villi ma non i sintomi.

#### Celiachia potenziale
Vengono rilevati gli anticorpi specifici e solo in seguito si manifestano i sintomi e i danni ai villi intestinali.

### Sintomi gastrointestinali
La diarrea, caratteristica della malattia celiaca cronica, si presenta pallida, voluminosa e maleodorante. Possono essere presenti dolore addominale e crampi, gonfiore accompagnato da distensione addominale (si ritiene che ciò sia dovuto alla eccessiva produzione fermentativa di gas intestinale) e ulcere della bocca. Più l'intestino si danneggia, più si può sviluppare un certo grado di intolleranza al lattosio. Spesso, i sintomi sono attribuiti alla sindrome dell'intestino irritabile (IBS) e solo in seguito vengono riconosciuti come propri della malattia celiaca. Ai pazienti che lamentano i sintomi propri della sindrome dell'intestino irritabile, viene proposto l'esame di screening per la celiachia. Talvolta si verifica anche la stipsi.
La celiachia porta a un aumento del rischio sia di sviluppare un adenocarcinoma all'intestino tenue, sia un linfoma al piccolo intestino (linfoma a cellule T associato a enteropatia). Questo rischio diminuisce fino a livelli riscontrabili nella popolazione in generale, grazie a un'alimentazione appropriata (GFD). La malattia celiaca, se non trattata, può in un lungo periodo di tempo condurre a complicanze estreme quali l'ulcerazione del digiuno, un tratto dell'intestino tenue.

### Sintomi correlati al malassorbimento
La malattia provoca cambiamenti anomali nell'intestino: la mucosa è meno capace di assorbire i nutrienti, i minerali e le vitamine liposolubili A, D, E e K.
- Il malassorbimento di carboidrati e i grassi spiega il calo ponderale (nei bambini crescita ritardata o mancata) e l'astenia. Il BMI diviene sospetto quando scende al di sotto di 19 (donne) e 21 (uomini);
- L'anemia può svilupparsi per due motivi: il malassorbimento del ferro può causare anemia da carenza di ferro (anemia sideropenica) e il malassorbimento delle vitamine B9 (acido folico) e B12 può causare anemia megaloblastica;
- Il malassorbimento di calcio e vitamina D comporta una compensatio paratiroidea (iperparatiroidismo secondario) e può causare osteopenia (diminuzione del contenuto minerale delle ossa), osteoporosi (indebolimento delle ossa e rischio di fratture da fragilità) o problemi alle unghie;
- Una piccola parte di pazienti sviluppa un'anormale capacità di coagulazione del sangue per via della carenza di vitamina K e quindi presenta un moderato rischio di sanguinamenti anomali;
- La celiachia è anche associata alla proliferazione batterica nell'intestino tenue, che può peggiorare il malassorbimento o causarlo nonostante l'adesione a una dieta idonea.[46]

### Sintomi vari
La celiachia è stata correlata con una serie di condizioni mediche, in particolare a un aumentato rischio di sviluppare ulteriori disordini autoimmuni. In molti casi non è chiaro se i sintomi siano indotti dalla malattia (specialmente se collegati al malassorbimento e quindi alla carenza nutrizionale o all'avitaminosi che da esso derivano) o siano una predisposizione comune a essa.
- Il deficit di IgA è presente nel 2,3% dei pazienti con malattia celiaca. A sua volta, questa condizione comporta un rischio dieci volte maggiore di sviluppare la malattia celiaca.[48]
- La dermatite erpetiforme, una patologia cutanea pruriginosa, è stata collegata all'enzima transglutaminasi presente nella pelle. La malattia è considerata come una manifestazione cutanea della celiachia.[21][49]
- La mancata o ritardata crescita, con bassa statura, può verificarsi anche in assenza di sintomi intestinali evidenti o di malnutrizione grave.[6]
- Ricorrenti aborti spontanei e infertilità inspiegabile.[6]
- Iposplenismo (milza piccola).[50] Si verifica in circa un terzo dei casi e può predisporre a infezioni.[6]
- Alterazione dei test di funzionalità epatica (rilevabile dalle analisi del sangue).[6]
- Disfunzioni della tiroide (ipotiroidismo, ipertiroidismo).
- Dolori ossei e articolari, affaticamento e astenia.
- Sintomatologia disparata: stomatite con afte boccali, dispepsia, anemia sideropenica, alterazione dello smalto dentale, cheratosi pilare, alterazioni delle unghie (es. onicoressi, onicodistrofia, trachionichia), alopecia (calvizie, alopecia areata o diradamento pilifero), psoriasi.[51]

### Sintomi neurologici
Le manifestazioni neurologiche sono di solito, però, immunomediate e non associate a carenze vitaminiche, sebbene sia possibile. I dati patologici ricavati dalle biopsie eseguite su nervi e muscoli e dalle autopsie del tessuto cerebrale rivelano la presenza di infiammazioni alle arterie, in particolare nel cervelletto e/o nei nervi periferici. In una percentuale di pazienti tali sintomi non scompaiono del tutto nemmeno con la dieta priva di glutine (cfr. anche malattia refrattaria). Essi possono essere:
- Cefalea.
- Neuropatia delle piccole fibre (uno dei sintomi neurologici più diffusi), con dolore neuropatico, parestesie e sintomi affini alla sindrome del tunnel carpale, cubitale e radiale e altre sindromi da compressione nervosa, come dolori e perdita di sensibilità alle estremità.[52][53]
- Sindrome delle fascicolazioni benigne, probabile conseguenza della neuropatia periferica: si manifesta con piccoli movimenti involontari dei muscoli (fascicolazioni e mioclonie), a volte crampi e stanchezza.[54]
- Confusione mentale.
- Atassia glutinica.
- Spasmofilia (spasmi, crampi, mioclonie).[55][56]
- Sintomi psichiatrici, come irritabilità o ansia.[57]

### Altre correlazioni e comorbilità
Vi sono altre patologie associate; pur non sempre direttamente correlate alla celiachia, spesso chi ne soffre ha un rischio maggiore di essere celiaco; esse sono: diabete mellito di tipo 1, intolleranza al lattosio, tiroidite autoimmune, cirrosi biliare primaria, colite microscopica e altre quali: allergie, sindrome di Turner, sindrome di Down, sindrome di Williams, sindrome di Sjögren, artrite reumatoide, artrite psoriasica, fibromialgia, gastrite cronica atrofica autoimmune, vitiligine, alopecia areata, lupus eritematoso sistemico, malattia di Addison, sclerodermia, talune cardiopatie, ittiosi e orticaria.

### Complicanze dirette
La celiachia e la sensibilità al glutine, se non trattate, aumentano la probabilità di contrarre in seguito varie malattie, anche quando non presenti nella sintomatologia né con diretta correlazioni; la dieta può diminuirne il rischio, l'incidenza e il peggioramento. Tra esse vi sono patologie neurologiche come la sclerosi multipla o le neuropatie, tumori, cardiomiopatia, osteoporosi, malattia di Parkinson, ipotiroidismo e ipertiroidismo, malattie autoimmuni varie (come le artriti e il lupus eritematoso sistemico), disturbi psichici e neuropsichiatrici (quali ansia, disturbo bipolare, disturbo ossessivo-compulsivo, disturbo depressivo, demenza, autismo   e schizofrenia), gastroenterite eosinofila ed esofagite eosinofila. In uno studio condotto negli USA del 2009 e pubblicato sulla rivista Gastroenterology, comparando 9 133 campioni di sangue prelevati da soggetti in salute dal 1948 al 1954 con altri 12 768 campioni prelevati in altri soggetti 50 anni dopo, si è scoperto che c'è stato un aumento del 400% nell'incidenza della malattia celiaca (senza contare la sensibilità al glutine). A seguito della ricerca, secondo il magazine The Lancet, in un soggetto con grave malattia celiaca o sensibilità al glutine senza dieta apposita, il rischio di morte per qualsiasi causa era drammaticamente maggiore: «il tasso di mortalità aumentò significativamente a causa del ritardo nella diagnosi, il quadro sintomatico e l'adozione di una dieta senza glutine (...), la scelta di non seguire una dieta senza glutine, definita come “consumare glutine una volta al mese” aumentò il rischio relativo di morte del 600%».

## Diagnosi
Per diagnosticare la celiachia sono necessari esami del sangue (anticorpi) e la gastroscopia con biopsia (non sempre necessaria in età pediatrica ma obbligatoria per gli adulti). Gli esami vanno effettuati senza aver eliminato il glutine, altrimenti si otterebbe un risultato falsato. Il danno intestinale comincia a guarire in poche settimane, dopo che il glutine è stato rimosso dalla dieta, mentre la diminuzione dei livelli di anticorpi avviene nel corso di alcuni mesi. Per coloro che hanno già cominciato una dieta priva di glutine, può essere necessario eseguire una nuova serie di esami dopo aver consumato alcuni alimenti con glutine in un pasto al giorno per 2-6 settimane.
Le categorie di anticorpi attualmente in uso nella diagnostica sono:
- Anticorpi anti-gliadina (AGA)
- Autoanticorpi anti-endomisio (EMA)
- Autoanticorpi antitransglutaminasi (tTGA).

I risultati degli esami vengono utilizzati per determinare se vi sia o meno la necessità di ricorrere alla biopsia endoscopica. Questo procedimento ha dimostrato avere una sensibilità del 100%, in una popolazione di soggetti con un'alta probabilità di avere la malattia celiaca, con una specificità concomitante del 61% (con un tasso di falsi positivi del 39%). La regola di previsione raccomanda che i pazienti ad alto rischio dovrebbero sottoporsi a biopsia endoscopica della seconda parte del duodeno. Lo studio ha definito ad alto rischio pazienti che presentano sintomi come la perdita di peso, anemia (emoglobina inferiore a 12,0 g/L nelle femmine e meno di 13,0 g/L nei maschi) o diarrea.

### Gastroscopia

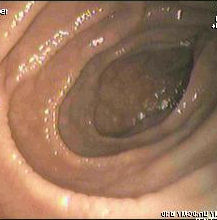
Immagine endoscopica che dimostra la presenza di merlature nelle pieghe dell'epitelio del duodeno

Per la diagnosi della malattia celiaca, una esofagogastroduodenoscopia o EGDS del duodeno (di là dal bulbo duodenale) o del digiuno viene spesso eseguita. È molto importante ottenere campioni multipli (4-8) dal duodeno, perché non tutte le aree possono essere colpite allo stesso modo e ciò comporta il rischio di ottenere un falso negativo, se il prelievo bioptico è effettuato per caso su tessuto intestinale sano.
La maggior parte dei pazienti con malattia celiaca ha un intestino tenue che appare normale all'endoscopia. Tuttavia, cinque segni rilevabili durante l'esame sono stati correlati a una elevata specificità per la malattia celiaca: lo smerlo delle pieghe del piccolo intestino (nella foto), la scarsità nelle pieghe, la presenza di un modello a mosaico alla mucosa, l'importanza dei vasi sanguigni della sottomucosa e una trama nodulare della mucosa.
Fino al 1970, le biopsie erano ottenute utilizzando capsule metalliche collegate a un dispositivo di aspirazione. La capsula veniva inghiottita e lasciata passare nell'intestino tenue. Dopo aver verificato, tramite radiografia, la sua esatta posizione, veniva applicata un'aspirazione al fine di raccogliere una parte della parete intestinale all'interno della capsula. Questo metodo è stato ampiamente sostituito dall'endoscopia a fibra ottica, che porta a una maggior sensibilità e una minore frequenza di errori.

### Patologia
La "classificazione Marsh" distingue i classici cambiamenti patologici della malattia nell'intestino tenue:
- Marsh stadio 0: mucosa normale
- Marsh stadio 1: aumento del numero di linfociti intra-epiteliali, in genere in un numero superiore al 20% degli enterociti
- Marsh stadio 2: proliferazione delle cripte di Lieberkühn
- Marsh stadio 3: parziale o totale atrofia dei villi
- Marsh stadio 4: ipoplasia dell'architettura piccolo intestino

La classificazione di Marsh, introdotta nel 1992, è stata successivamente modificata nel 1999 con sei stadi, in cui il precedente stadio 3 è stata diviso in tre sotto-stadi. Altri studi hanno dimostrato che questo sistema non è stato sempre affidabile e che i cambiamenti osservati nella malattia celiaca possono essere descritti in uno dei tre stadi: A, B1 e B2, con la A che indica una infiltrazione linfocitaria con un normale aspetto dei villi e B1 e B2 che descrivono, rispettivamente, una parziale e completa atrofia dei villi.
Normalmente tali cambiamenti migliorano o regrediscono dopo che il glutine è stato rimosso dalla dieta. Tuttavia, la maggior parte delle linee guida non consigliano di ripetere la biopsia, a meno che non vi sia alcun miglioramento dei sintomi. In alcuni casi, un'assunzione deliberata di glutine, seguita da biopsia, può essere condotta per confermare o confutare la diagnosi. Una sierologia e una biopsia normale dopo la prova, indica che la diagnosi dovrebbe essere rivista.

### Altri test diagnostici
Al momento della diagnosi, ulteriori indagini possono essere effettuate per identificare le complicanze. Esse possono essere la carenza di ferro, di acido folico, di vitamina B12 e ipocalcemia (bassi livelli di calcio, spesso causata da ridotti livelli di vitamina D). Test di funzionalità tiroidea possono essere richiesti durante gli esami del sangue per identificare l'ipotiroidismo, che si presenta con maggior frequenza nelle persone con malattia celiaca.
Osteopenia e osteoporosi, da lieve a grave riduzione della densità minerale ossea, sono altre caratteristiche spesso presenti nelle persone con la malattia. Perciò indagini per misurare la densità ossea possono essere effettuate al momento della diagnosi, come ad esempio la mineralometria ossea computerizzata MOC, per identificare il rischio di frattura e la necessità di assumere farmaci che proteggano le ossa.

### Diagnosi differenziale
È necessario escludere la celiachia in tutti i casi dove si presentano sintomi che è possibile correlare alla patologia.
Questi comprendono: sindrome da intestino irritabile, infezioni virali, batteriche e parassitarie (in particolare la giardiasi, causata dal patogeno Giardia lamblia, e la Sprue tropicale), sindromi da malassorbimento, allergia alle proteine del latte, alle uova, al riso o al pollo, enteropatia autoimmune, "graft-versus-host disease", malattia di Crohn e linfoma intestinale a cellule T.

#### Disturbi correlati: allergia al frumento e sensibilità al glutine
Un discorso a parte meritano le patologie correlate in maniera stretta al glutine, con sintomi simili alla celiachia ma diversa eziologia. Nella celiachia conclamata il danno è causato dai linfociti T e linfociti B specialmente contro i villi intestinali, ma anche in vari altri organi; un ruolo simile, senza danno ai villi intestinali (quindi senza danni da malassorbimento) e senza presenza dei marcatori specifici, è stato rilevato anche nella sensibilità non celiaca. Gli anticorpi anti-gliadina, marcatori della celiachia, possono talvolta presentarsi, comunque, almeno nella metà dei casi di sensibilità.
In attesa di biomarker in grado di fornire test diagnostici affidabili e specifici per la sola sensibilità al glutine non celiaca, la diagnosi di sensibilità al glutine è necessariamente di esclusione rispetto alle altre patologie glutine correlate (celiachia e allergia al frumento), oltre a rilevare sintomi e marcatori di allergia e intolleranza. Una volta escluse la vera celiachia e l'allergia al frumento (con reazione immediata di tipo allergico diretto), se il soggetto risponde positivamente a una dieta priva di glutine (con un leggero o deciso miglioramento dei sintomi cronici e acuti) si può pensare a una diagnosi di sensibilità al glutine.
Un soggetto allergico o sensibile può dimostrare, oltre a sintomi simili alla celiachia, anche quelli di patologie allergiche diverse o similari come l'allergia alla polvere dei farinacei (es. "asma del fornaio" o "raffreddore allergico del panettiere"); possono presentarsi sintomi respiratori, alimentari e da contatto (immediati nell'allergia, ritardati nella sensibilità), come rinite, asma, dermatite atopica, orticaria, anafilassi, eczema allergico, fastidio a deglutire, lacrimazione, arrossamento, gastroenterite eosinofila, dispepsia, prurito, crampi, nausea, intolleranza al lattosio e marcatori tipici delle allergie. A scatenare la cosiddetta "asma del panettiere" è proprio la presenza di glutine nella farina, in particolare delle sue frazioni proteiche gliadine e glutenine; oltre alle componenti del glutine, possono essere coinvolte altre proteine, come le albumine e le globuline. Per spiegare l'insorgenza di questa forma di asma sono stati ipotizzati come antigeni anche gli acari della farina e l'amilasi di origine fungina (aspergillus), aggiunta ad alcune farine speciali per aumentarne la panificazione. I sintomi possono a volte accentuarsi nel caso si svolga uno sforzo fisico dopo l'assunzione.

### Screening
Grazie alla sua elevata sensibilità, la sierologia è stata proposta come una misura di screening per la presenza di anticorpi negli individui a cui non è stata diagnosticata la celiachia e per prevenire le complicanze nei pazienti affetti. Vi è un dibattito significativo sui benefici dello screening. Alcuni studi suggeriscono che la diagnosi precoce potrebbe ridurre il rischio di osteoporosi e anemia. Al contrario, uno studio di coorte, compiuto a Cambridge ha suggerito che le persone affette da celiachia non diagnosticata abbiano sperimentato una diminuzione del rischio di malattie cardiovascolari (meno sovrappeso, livelli di colesterolo più bassi). Non è sufficientemente dimostrato che i casi diagnosticati grazie allo screening ne abbiano beneficiato in termini di morbilità e mortalità. Di conseguenza, campagne di screening per la popolazione non sono attualmente ritenute utili.
Nel Regno Unito, il National Institute for Health and Clinical Excellence (NICE), raccomanda lo screening nei pazienti con una diagnosi di sindrome da stanchezza cronica, di sindrome dell'intestino irritabile nel caso di diabete mellito di tipo 1 in particolare nelle forme che hanno portato a un aumento o diminuzione di peso non spiegabile. Si raccomanda anche nel caso di malattie autoimmuni della tiroide, nel verificarsi di dermatite erpetiforme e nei parenti di primo grado di persone con malattia celiaca confermata.

## Trattamento

### Dieta

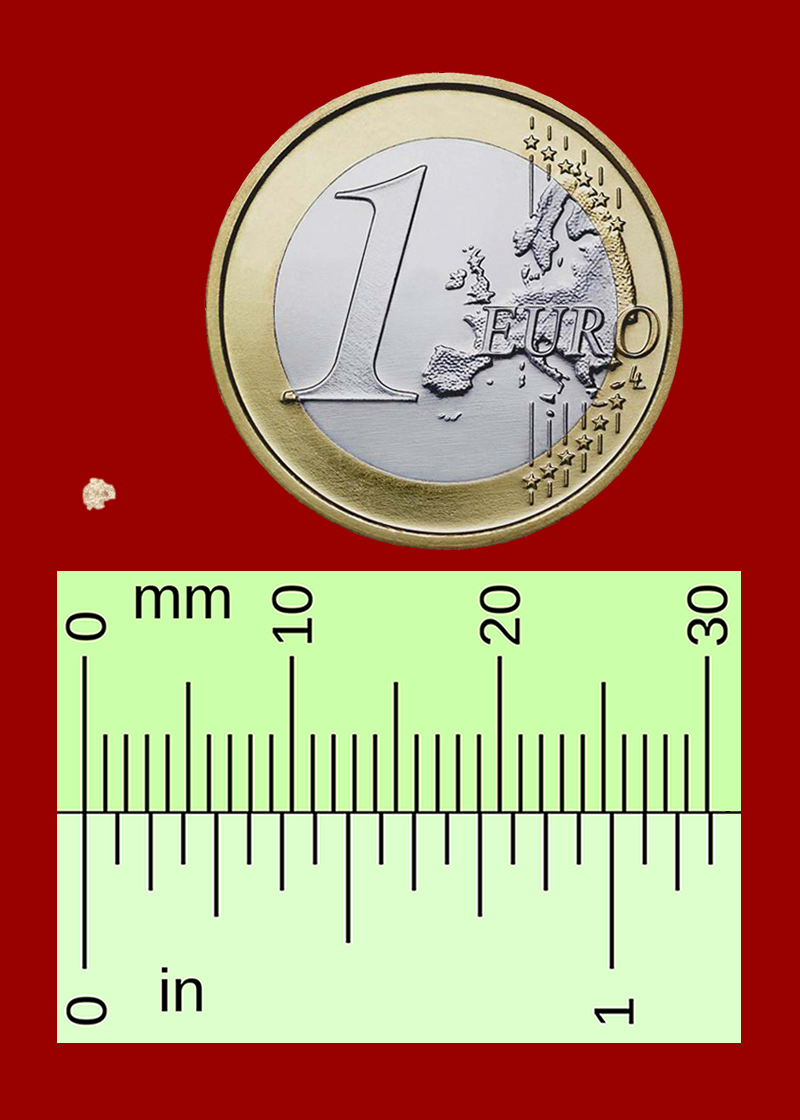
Quantità microscopiche di glutine, come quelle contenute in un granello di farina di frumento o in una singola briciola di pane di queste dimensioni, sono sufficienti a provocare la riattivazione del sistema immunitario in qualsiasi persona con malattia celiaca o con sensibilità al glutine non celiaca che segua una dieta priva di glutine. Il consumo di glutine, volontario o meno, può causare complicazioni molto gravi, come altre malattie autoimmuni, tumori, malattie neurologiche, malattie cardiovascolari, osteoporosi e altre ancora.

A oggi la dieta senza glutine è l'unica terapia, ma si stanno studiando altre strategie terapeutiche. La dieta priva di glutine deve essere molto rigorosa, poiché bastano minime quantità per impedire il miglioramento e questa deve essere seguita scrupolosamente per tutta la vita. Non vi è nessun farmaco disponibile per prevenire i possibili danni o per evitare che il corpo attacchi l'intestino quando è presente il glutine. La stretta aderenza alla dieta permette, nella maggior parte dei casi, la risoluzione di tutti i sintomi. Ciò contribuisce anche a eliminare l'elevato rischio di cancro intestinale, di osteoporosi e della sterilità che si verifica in alcuni casi. Una consulenza da parte di un dietista viene generalmente consigliata, per assicurare che il paziente sia a conoscenza degli alimenti contenenti glutine, quali alimenti invece sono sicuri e come poter avere una dieta equilibrata, nonostante le limitazioni. In molti Paesi, i prodotti senza glutine sono disponibili su prescrizione medica e possono essere rimborsati dall'assicurazione sanitaria.
Il perseguimento della dieta può essere difficoltoso, il mancato rispetto può causare una ricaduta. Il termine "senza glutine" è generalmente utilizzato per indicare un livello di glutine considerato innocuo, piuttosto che una completa assenza dello stesso. Il livello esatto in cui il glutine è da ritenersi innocuo è incerto e controverso. Un recente studio ha provvisoriamente concluso che il consumo inferiore ai 10 mg di glutine al giorno è improbabile che possa causare anomalie istologiche, pur constatando la necessità di ulteriori indagini.
La regolamentazione del marchio "senza glutine", varia notevolmente di Paese in Paese. Negli Stati Uniti, la Food and Drug Administration ha emesso, nel 2007, un regolamento che limita l'uso della dicitura nei prodotti alimentari con meno di 20 ppm di glutine. L'attuale Codex Alimentarius internazionale, consente ai prodotti contenenti 20 ppm di glutine di rientrare nella categoria "senza glutine". I prodotti senza glutine sono di solito più costosi e più difficili da trovare rispetto agli alimenti comuni. Dal momento che i prodotti già pronti spesso contengono tracce di glutine, alcuni celiaci potrebbero essere tenuti a cucinare tutte le pietanze dall'inizio.
Anche seguendo una dieta, la qualità della vita correlata alla salute di un celiaco può essere inferiore rispetto alle persone prive della condizione. Gli studi effettuati negli Stati Uniti hanno dimostrato una qualità di vita paragonabile alla popolazione in generale, mentre in Europa è risultata sensibilmente più bassa; tuttavia bisogna notare che i metodi d'indagine non sono sovrapponibili. Gli uomini tendono a manifestare un miglioramento più marcato rispetto alle donne. Alcuni presentano persistenti sintomi digestivi o dermatite erpetiforme, ulcere della bocca, osteoporosi con le fratture che ne derivano. I sintomi indicativi di sindrome dell'intestino irritabile possono manifestarsi e vi è un aumento del livello di ansia, di fatica, di dispepsia e di dolore muscoloscheletrico.

#### Cereali
Anche le altre specie di grano (genere Triticum) (come farro, grano duro e grano Khorasan) e le specie di generi affini, come orzo, segale e triticale possono indurre i sintomi della malattia celiaca. Una piccola minoranza di pazienti celiaci reagisce anche all'avena. È più probabile che l'avena produca i sintomi per via della possibile contaminazione con altri cereali, nei campi o durante la distribuzione. Pertanto il consumo di avena viene generalmente sconsigliato. Tuttavia molte aziende produttrici assicurano la purezza dell'avena e in questi casi può essere assunta.
Altri cereali come il mais, il miglio, il sorgo, il teff, il riso e la zizania, sono cibi considerati sicuri, così come gli pseudocereali come l'amaranto, la quinoa o il grano saraceno. Alimenti, non cereali, ricchi di carboidrati come le patate e le banane non contengono glutine e quindi non portano allo sviluppo dei sintomi.

### Malattia refrattaria
Una piccola minoranza di pazienti risultano affetti da malattia refrattaria, il che significa che non migliorano, nonostante una dieta priva di glutine. Ciò probabilmente avviene perché la malattia è presente da così tanto tempo che l'intestino non è più in grado di guarire con la sola dieta o perché il paziente non aderisce completamente alla dieta o perché consuma inavvertitamente alimenti contaminati da glutine. Se le cause alternative sono state eliminate, la somministrazione di steroidi o immunosoppressori (come l'azatioprina) può essere considerata.

### Prognosi efollow up
La prognosi è generalmente fausta. Seguendo scrupolosamente la dieta senza glutine si evita la comparsa di nuovi sintomi e si ha la remissione dei sintomi presenti. La mortalità dei celiaci diagnosticati in età pediatrica e che seguono una rigorosa dieta priva di glutine è infatti analoga a quella della popolazione generale.
Una volta effettuata la diagnosi, è molto importante che il paziente celiaco si rivolga a un gastroenterologo per una visita di controllo una volta all'anno, con eventuali contatti da remoto nel caso non si abbiano particolari sintomi o in condizioni di peggioramento del quadro clinico. Nel corso della visita, il colloquio col dietologo, e la valutazione della ricerca degli anticorpi specifici per celiachia e delle analisi di laboratorio (emocromo, dell'assetto marziale, albuminemia ed elettroliti sierici) permetteranno al medico di valutare le condizioni del paziente.

## Psicologia
La celiachia è ormai un fenomeno molto diffuso e quindi sempre più compreso dalla società. La depressione per i celiaci è legata al consumo di glutine. Vi sono studi che dimostrano che i celiaci che non seguono strettamente la dieta sono quelli più a rischio di depressione. Inoltre coloro che trovano più difficoltà, dovuta a fattori esterni, a rispettare la dieta, hanno più probabilità di soffrire di stress psicologici o stati d'ansia.

## Stato della ricerca
Vari innovativi approcci sono in fase di studio, nel tentativo di ridurre la necessità di seguire una dieta ferrea. Tutti questi, al 2012, sono ancora in fase di sviluppo e non si prevede che possano essere a disposizione in breve tempo.
L'utilizzo di grano geneticamente modificato, o di specie di grano selezionate per essere minimamente immunogeniche, può consentirne il consumo. Tuttavia, ciò potrebbe interferire con gli effetti che la gliadina ha sulla qualità della pasta. In alternativa, l'esposizione di glutine può essere minimizzata assumendo una combinazione di enzimi in grado di degradare i peptidi nel duodeno.
Trattamenti alternativi sono in fase di studio; tra questi vi è l'inibizione della zonulina, una proteina endogena correlata all'aumentata permeabilità della parete intestinale e quindi alla maggior presentazione di gliadina al sistema immunitario.
Secondo uno studio pubblicato dal Journal of Cereal Science, un decapeptide (una molecola costituita da 10 aminoacidi), denominato pRPQ (sequenza di amminoacidi R-P-Q) e naturalmente presente nella frazione proteica di alcuni cereali, potrebbe combattere la tossicità della gliadina. De Vita e collaboratori hanno isolato il gene che codifica per il decapeptide RPQ da alcune varietà di frumento tenero e, successivamente, hanno dimostrato la capacità di questa molecola di prevenire la tossicità della gliadina in modelli in vitro (compresa la coltura di mucosa intestinale di pazienti celiaci), che riproducono i meccanismi di tossicità del glutine in vivo. Lo studio dimostra che i frumenti insieme con il glutine possono contenere anche molecole capaci di contrastare, almeno in vitro, l'azione tossica del glutine stesso e apre interessanti scenari per lo sviluppo di nuovi prodotti destinati ai pazienti con celiachia. Tuttavia, gli esperti ricordano come sia indispensabile eseguire i test clinici in vivo su volontari umani.

## Aspetti religiosi
In generale, le varie confessioni cristiane celebrano l'eucaristia, in cui una cialda di pane azzimo, l'ostia, viene consacrata e quindi mangiata dai fedeli. Un'ostia tipica pesa circa mezzo grammo ed è realizzata con la farina di frumento contenente circa il 10-13% di glutine. Per cui, ogni singola cialda può arrivare a contenere oltre i 50 mg di glutine, un quantitativo potenzialmente dannoso per la salute di molti pazienti celiaci, soprattutto se consumata ogni giorno. Molte chiese cristiane offrono ai loro fedeli alternative senza glutine, solitamente realizzate con base di riso o di pane senza glutine: tra queste, vi sono la Chiesa episcopale degli Stati Uniti d'America, la Chiesa Luterana e la Chiesa di Gesù Cristo dei santi degli ultimi giorni.

### Posizione della Chiesa cattolica romana
La dottrina della Chiesa cattolica romana afferma che perché l'eucaristia sia valida, il pane da utilizzarsi durante la messa deve essere di grano. Nel 2002, la Congregazione per la dottrina della fede ha approvato una composizione a basso contenuto di glutine, prodotta in Germania, che soddisfa tutti i requisiti. Anche in Italia sono in uso delle formulazioni che, nonostante non siano del tutto prive di glutine, sono state approvate dall'Associazione Italiana Celiachia. Alcuni cattolici celiaci hanno chiesto il permesso di utilizzare cialde di riso, tuttavia ciò è stato a loro sempre negato.
La questione è più complessa per i sacerdoti. Anche se un cattolico (laico o ordinato) può ricevere l'eucaristia sotto qualsiasi forma (pane e vino) ricevendo Cristo "tutto intero" (il suo corpo, il suo sangue, la sua anima e la divinità), per il sacerdote che agisce In persona Christi è necessario che le assuma entrambe quando celebra la messa, non per la validità della sua comunione, ma per la pienezza del sacrificio del rito. Il 24 luglio 2003, la Congregazione per la Dottrina della Fede ha dichiarato: "Data la centralità della celebrazione eucaristica nella vita sacerdotale, si deve essere molto cauti prima di ammettere al presbiterato candidati che non possono assumere senza grave danno il glutine o l'alcool etilico" (24 luglio 2003: Prot. 89/78-174 98 - Congregazione per la dottrina della fede)
Nel gennaio 2004, ostie a bassissimo contenuto di glutine, approvate dalla Chiesa, sono divenute disponibili negli Stati Uniti d'America, in Italia e in Australia.

### Pasqua ebraica
La festa ebraica di Pesach può presentare dei problemi ai celiaci, dato l'obbligo di mangiare la matzah, cioè il pane azzimo (non fermentato, prodotto in maniera strettamente controllata da frumento, orzo, farro, avena o segale). Questo esclude la possibilità di assumere molti altri grani che solitamente vengono usati come succedanei per chi è sensibile al glutine. Ciò si riscontra soprattutto negli ebrei aschenaziti, che evitano anche il riso. Molti prodotti kasher per la Pesach evitano completamente la presenza di cereali e quindi sono senza glutine. La fecola di patate è l'amido principalmente usato per sostituirli.
La consumazione della matzah è obbligatoria solo la prima notte di Pesach. La legge ebraica ritiene che un individuo non debba rischiare la propria salute in maniera grave per realizzare un Comandamento. Di conseguenza una persona che soffre di celiachia non è autorizzata, né tanto meno viene costretta, a mangiare la matzah, salvo il tipo senza glutine. La matzah senza glutine più spesso usata viene fatta con l'avena.